# Синтія Ніксон
Си́нтія Ні́ксон (англ. Cynthia Ellen Nixon; нар. 9 квітня 1966 рік, Нью-Йорк, США) — американська акторка і театральна режисерка, лауреатка двох премій «Еммі» і Гільдії кіноакторів США, «Тоні» і «Греммі», а також п'ятикратна номінантка на «Золотий глобус». Також вона американська політична діячка.
Почала свою кар'єру на театральній сцені, також періодично з'являючись на телебаченні і в кіно. Вона була вперше номінована на премію «Тоні» в 1995 році, за роль у п'єсі Indiscretions. У 2006 році, за роль у п'єсі «Кроляча нора», Ніксон отримала «Тоні» за кращу жіночу роль у п'єсі, а в 2012 році ще раз висувалася на премію в цій категорії за провідну роль у Wit.
Домоглася широкої популярності завдяки ролі Міранди Гоббс у комедійному телесеріалі HBO «Секс у великому місті», де вона знімалася з 1998 по 2004 рік. Цю роль вона потім повторила у двох його комерційно успішних повнометражних сиквелах: «Секс у великому місті» (2008) і «Секс у великому місті 2» (2010). За роль у серіалі Ніксон тричі номінувалася на «Еммі» за кращу жіночу роль другого плану в комедійному телесеріалі, вигравши одну статуетку в 2004 році. Вона виграла свою другу «Еммі» в 2008 році, за гру жінки з дисоціативним розладом ідентичності в серіалі «Закон і порядок: Спеціальний корпус».

## Ранні роки
Народилася в Нью-Йорку, штат Нью-Йорк. Мати — актриса Анна Нолл, батько — радіожурналіст Волтер Ніксон. Синтія була єдиною дитиною в сім'ї. Її батьки вирішили розлучитися, коли їй було шість років. Після цього дівчинка залишилася жити з матір'ю. У 1988 році вона закінчила зі ступенем бакалавра Барнард-коледж.

## Кар'єра
Дебютувала на сцені в дванадцятирічному віці, у п'єсі, де виступала її мати. На телебаченні вона дебютувала в епізоді ABC Afterschool Specials в 1979 році, а потім і на бродвейській сцені, у п'єсі «Філадельфійська історія». У наступні роки паралельно з навчанням у коледжі Ніксон виступала на сцені, а в 1994 році грала одночасно в двох успішних бродвейських п'єсах: The Real Thing і Hurlyburly. Між тим вона зіграла роль покоївки в фільмі 1984 року «Амадей», а потім знялася в комедії «Манхеттенський проект». Також вона брала участь у різних телефільмах і міні-серіалах, серед яких можна виділити «Таннер 88» (1988) Роберта Альтмана. У 2004 році Ніксон знялася в продовженні проекту — «Теннер проти Теннера».
Ніксон грала роль Джульєтти у Нью-Йоркській постановці «Ромео і Джульєтти» в 1988 році. У наступному році вона виступала у вшанованій Пулітцерівською премією п'єсі «Хроніки з життя Хайді». У 1994 році вона замінила Маршу Гей Гарден в п'єсі «Ангели у Америці», а у 1995 році отримала першу в кар'єрі номінацію на премію «Тоні». У 1997 році вона виступала в комедійній п'єсі The Last Night of Ballyhoo. У той же період вона виступила одним із засновників театральної трупи Drama Dept., до якої входять такі актори, як Сара Джессіка Паркер, Ділан Бейкер, Джон Камерон Мітчел і Біллі Крудап.

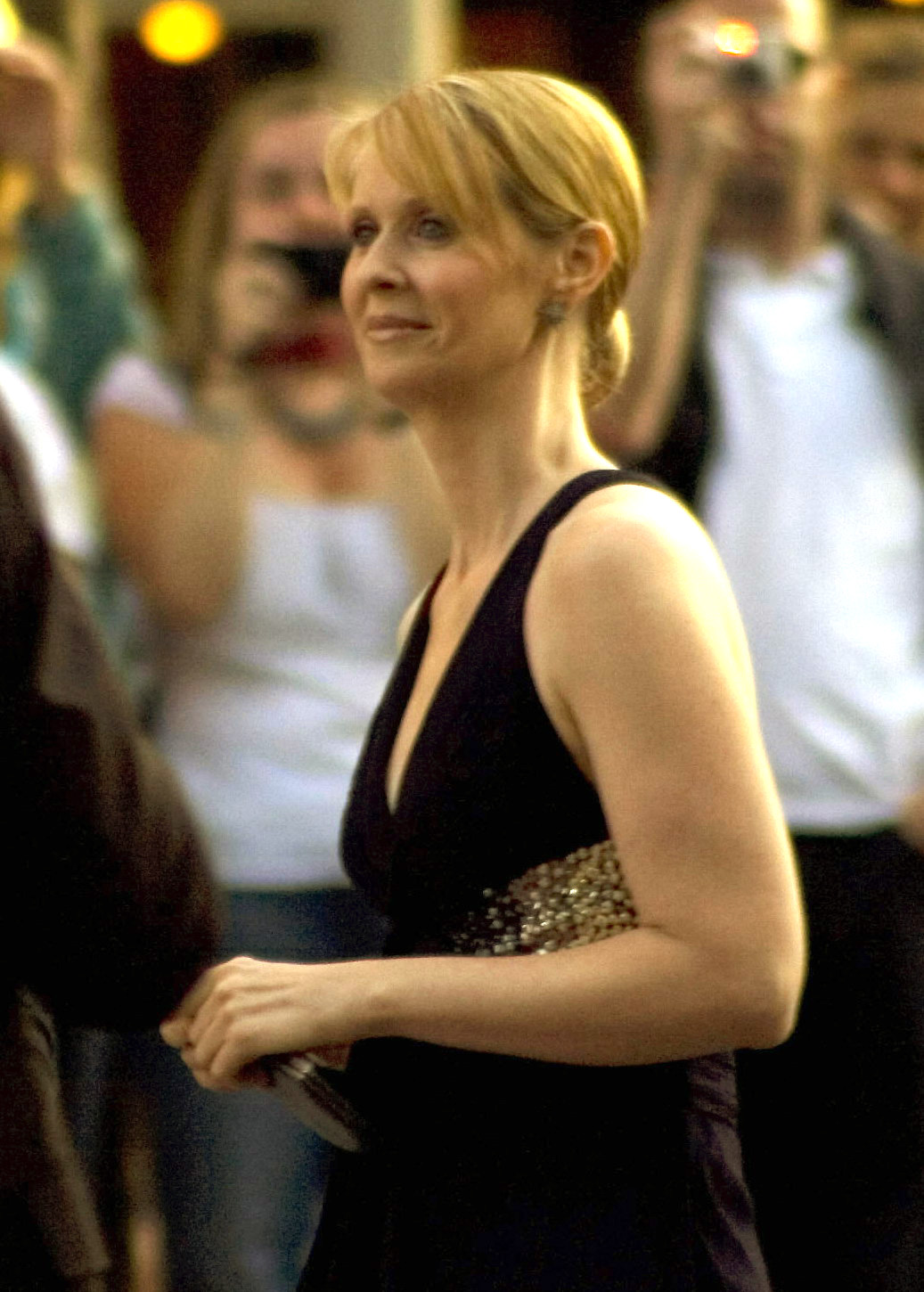
Ніксон у 2008 році

Проривом у кар'єрі Ніксон стала роль адвоката і феміністки Міранди Гоббс в комедійному телесеріалі HBO «Секс у великому місті» (1998—2004). Ця роль принесла їй премію «Еммі» за кращу жіночу роль другого плану в комедійному телесеріалі в 2004 році і дві додаткові номінації на нагороду. Вона повторила свою роль у двох його комерційно успішних повнометражних сиквелах: «Секс у великому місті» (2008) і «Секс у великому місті 2» (2010). Після завершення серіалу вона з'явилася в декількох незалежних кінофільмах, а також поверталася на телебачення з гостьовими ролями в серіалах «Швидка допомога», «Доктор Хаус» і «Закон і порядок: Спеціальний корпус». Роль в «Закон і порядок: Спеціальний корпус» принесла їй «Еммі» в категорії «Краща запрошена актриса в драматичному телесеріалі» у 2008 році. Серед її великих робіт слід виділити роль Елеонори Рузвельт у фільмі HBO «Теплі джерела» (2005), яка також принесла їй номінацію на «Еммі» і «Золотий глобус».
У 2006 році Ніксон виконала головну роль у п'єсі «Кроляча нора», яка принесла їй «Тоні» за кращу жіночу роль у п'єсі. Ніколь Кідман зіграла Ніксон в повнометражній екранізації п'єси. У 2012 році вона повернулася на Бродвей з головною роллю у п'єсі Wit, про хворого на рак професора. Заради ролі Ніксон збрила волосся. В результаті вона отримала ще одну номінацію на «Тоні» за виступ у п'єсі. У 2014 році вона зіграла головну героїню в п'єсі The Real Thing, хоча в 1984 році виступала в оригінальній постановці в іншій ролі. Між своїми ролями на сцені Ніксон періодично поверталася до телебачення: в міні-серіалі 2012 року «Світ без кінця» і другорядними ролями у «Ця страшна буква «Р»» і «Ганнібал».
У 2015 році Ніксон отримала похвалу від критиків за головні ролі у незалежних кінофільмах «Джеймс Уайт» і «Стокгольм, Пенсильванія». Обидва фільми дебютували в рамках фестивалю «Санденс». Пізніше в цьому році вона знялася в біографічному фільмі Теренса Девіса «Тиха пристрасть», граючи поета Емілі Дікінсон.

## Особисте життя
З 1988 по 2003 рік Ніксон співмешкала з англійським професором Денні Мозесом. У колишньої пари є двоє дітей: дочка — Саманта Мозес (нар. листопад 1996) і син Чарльз Изекіель Мозес (нар. 16.12.2002).
З 2004 року вона у стосунках з активісткою освітнього руху Крістін Маріноні. Вони познайомилися на протестній акції, в якій взяли участь батьки, обурені зменшенням бюджету державних шкіл. Деяких учасників пікету заарештували, у тому числі Ніксон і Маріноні — так вони і пізнали одне одного. У 2009 році пара оголосила про заручини. У лютому 2011 року Ніксон народила сина Макса Еллінгтона Ніксон-Маріноні. 27 травня 2012 року в штаті Нью-Йорк відбулося її весілля з Маріноні.
У жовтні 2006 року, Ніксон був поставлений діагноз — рак молочної залози. Вона вирішила приховати хворобу від громадськості й оголосила про неї лише в квітні 2008 року. Після цього вона стала активісткою в русі допомоги жінкам, які страждають хворобою і випустила кілька спеціальних документальних програм для NBC.
Ніксон є активним прихильником Демократичної партії. Вона їздила по країні за програмою підтримки легалізації одностатевих шлюбів. В рамках кампанії на пост мера Нью-Йорка Ніксон виступала з активною підтримкою Білла де Блазіо.

## Фільмографія

### Фільми
| Рік  | Назва (укр.)                      | Назва (англ.)                                     | Роль                                | Примітки |
| ---- | --------------------------------- | ------------------------------------------------- | ----------------------------------- | --- |
| 1980 | Маленькі спокусниці               | Little Darlings                                   | Саншайн                             | |
| 1981 |                                   | The Private History of a Campaign That Failed     | Сью Еллен                           | |
| 1981 | Принц міста                       | Prince of the City                                | Джинні                              | |
| 1981 | Тату                              | Tattoo                                            | Сінді                               | |
| 1982 |                                   | The Secret Adventures of Tom Sawyer and Huck Finn | Аліса                               | Телевізійний фільм |
| 1982 |                                   | My Body, My Child                                 |                                     | Телевізійний фільм |
| 1983 |                                   | I Am the Cheese                                   | Емі Гертц                           | |
| 1984 | Амадей                            | Amadeus                                           | Лорн                                | |
| 1985 |                                   | O.C. and Stiggs                                   | Мішель                              | |
| 1986 | Мангеттенський проект             | The Manhattan Project                             | Дженні Ендерман                     | Номінація — Премія «Молодий актор» |
| 1989 |                                   | Let It Ride                                       | Еванджелін                          | |
| 1990 |                                   | The Love She Sought                               | Джанет Рафт                         | Телевізійний фільм |
| 1991 |                                   | Love, Lies and Murder                             | Донна                               | Телевізійний фільм |
| 1991 |                                   | Face of a Stranger                                | Тіна                                | Телевізійний фільм |
| 1992 |                                   | Through an Open Window                            | Ненсі Купер                         | |
| 1993 | Моральні цінності сімейки Адамсів | Addams Family Values                              | Гізер                               | |
| 1993 |                                   | The Pelican Brief                                 | Аліса Старк                         | |
| 1994 |                                   | Baby’s Day Out                                    | Джильбертін                         | |
| 1996 |                                   | Marvin’s Room                                     | Голова дома для людей похилого віку | |
| 1996 |                                   | The Cottonwood                                    | Донна                               | |
| 1999 |                                   | The Out-of-Towners                                | Шина                                | |
| 1999 |                                   | Advice from a Caterpillar                         | Міссі                               | |
| 2000 |                                   | Papa’s Angels                                     | Шарон Дженкінс                      | Телевізійний фільм |
| 2002 | Іґбі йде на дно                   | Igby Goes Down                                    | Місіс Піггі                         | |
| 2005 | Теплі джерела                     | Warm Springs                                      | Елеонора Рузвельт                   | Телевізійний фільм Номінація — Премія «Еммі» Номінація — Премія «Золотий глобус» Номінація — Премія Гільдії кіноакторів США Номінація — Премія «Супутник» Номінація — OFTA Television Award |
| 2005 |                                   | One Last Thing…                                   | Керол                               | |
| 2005 |                                   | Little Manhattan                                  | Леслі                               | |
| 2007 |                                   | The Babysitters                                   | Гейл Белтран                        | |
| 2008 | Секс і Місто                      | Sex and the City                                  | Міранда Гоббс                       | |
| 2008 |                                   | Lymelife                                          | Мелісса Брегг                       | |
| 2009 |                                   | An Englishman in New York                         | Пенни Аркаде                        | FilmOut Festival Award |
| 2010 |                                   | Sex and the City 2                                | Міранда Гоббс                       | |
| 2011 |                                   | Too Big to Fail                                   | Мішель Девіс                        | Телевізійний фільм |
| 2011 | Бастіон                           | Rampart                                           | Барбара                             | |
| 2014 |                                   | Ruth & Alex                                       | Нісі                                | |
| 2015 |                                   | Stockholm, Pennsylvania                           | Марсі                               | Номінація — Премія «Вибір телевізійних критиків» |
| 2015 |                                   | James White                                       | Гейл Вайт                           | |
| 2015 |                                   | The Adderall Diaries                              | Джен Девіс                          | |
| 2016 |                                   | A Quiet Passion                                   | Емілі Дікінсон                      | |

### Телебачення
| Рік       | Назва                               | Роль                           | Примечания                                                                              |
| --------- | ----------------------------------- | ------------------------------ | --------------------------------------------------------------------------------------- |
| 1979      | ABC Afterschool Specials            | Мелані Гембл                   | Епізод: «Seven Wishes of a Rich Kid»                                                    |
| 1983      | ABC Afterschool Specials            | Эмі Кессіді                    | Епізод: «It’s No Crush, I’m in Love»                                                    |
| 1988      | Tanner '88                          | Алекс Таннер                   | Міні-серіал                                                                             |
| 1988      | The Murder of Mary Phagan           | Дорін                          | Міні-серіал                                                                             |
| 1989      | Gideon Oliver                       | Еллісон                        | Епізод: «Sleep Well, Professor Oliver»                                                  |
| 1989      | The Equalizer                       | Джекі                          | Епізод: «Silent Fury»                                                                   |
| 1990      | The Young Riders                    | Энні                           | Епізоди: «Gathering Clouds: Part 1» и «Gathering Clouds: Part 2»                        |
| 1990      | Law & Order                         | Лора ді Бісі                   | Епізод: «Subterranean Homeboy Blues»                                                    |
| 1993      | Murder, She Wrote                   | Эліс Морган                    | Епізод: «Threshold of Fear»                                                             |
| 1996      | Nash Bridges                        | Мелісса                        | Епізод: «Aloha Nash»                                                                    |
| 1996      | Early Edition                       | Шейла                          | Епізод: «Baby»                                                                          |
| 1999      | The Outer Limits                    | Труді                          | Епізод: «Alien Radio»                                                                   |
| 1999      | Touched by an Angel                 | Меліна Річардсон / Сестра Сара | Епізод: «Into the Fire»                                                                 |
| 1998-2004 | Sex and the City                    | Міранда Гоббс                  | Регулярна роль, 94 епізоди Премія «Еммі» (2004) Премія Гільдії акторів США (2002, 2004) |
| 2004      | Tanner on Tanner                    | Алекс Теннер                   | Міні-серіал                                                                             |
| 2005      | ER                                  | Еллі Шор                       | Епізод: «Alone in a Crowd»                                                              |
| 2005      | House                               | Эніка Йованович                | Епізод: «Deception»                                                                     |
| 2007      | Закон і порядок: Спеціальний корпус | Дженіс Донован                 | Епізод: «Alternate» Премія «Еммі»                                                       |
| 2011      | Law & Order: Criminal Intent        | Аманда Роллінс                 | Епізод: «Icarus»                                                                        |
| 2010-2011 | Невиліковне Це                      | Ребекка                        | 10 епізодів                                                                             |
| 2012      | World Without End                   | Петранілла                     | Мини-сериал                                                                             |
| 2013-2014 | Alpha House                         | Сенатор Карлі Ермінстон        | 6 епізодів                                                                              |
| 2014      | Ганнібал                            | Кеді Прарнелл                  | 4 епізоди                                                                               |
| 2020      | Сестра Ретчед                       | Гвендолін Бріггс               | 9 епізодів                                                                              |